# Saint-Projet-Saint-Constant
Saint-Projet-Saint-Constant foi uma comuna francesa na região administrativa da Nova Aquitânia, no departamento de Charente. Estendia-se por uma área de 16,94 km². Em 2010 a comuna tinha 1 147 habitantes (densidade: 67,7 hab./km²).
Em 1 de janeiro de 2019, passou a formar parte da nova comuna de La Rochefoucauld-en-Angoumois.